# Horní Nětčice
Horní Nětčice är en ort i Tjeckien.   Den ligger i regionen Olomouc, i den östra delen av landet, 250 km öster om huvudstaden Prag. Horní Nětčice ligger 318 meter över havet och antalet invånare är 215.
Terrängen runt Horní Nětčice är varierad.Runt Horní Nětčice är det ganska tätbefolkat, med 86 invånare per kvadratkilometer. Närmaste större samhälle är Přerov, 16,9 km väster om Horní Nětčice. Trakten runt Horní Nětčice består till största delen av jordbruksmark.